# گو کاتو
گو کاتو (انگلیسی: Go Kato؛ زادهٔ ۴ فوریهٔ ۱۹۳۸ - درگذشته ۱۸ ژوئن ۲۰۱۸ (۸۰ سال)) یک هنرپیشه اهل ژاپن بود. وی از سال ۱۹۶۲ تا ۲۰۱۸ مشغول فعالیت بوده.
از فیلم‌ها یا برنامه‌های تلویزیونی که وی در آن نقش داشته‌است می‌توان به شکست‌ناپذیر، شورش سامورایی، گذرگاه بزرگ اشاره کرد.